# Числа Фрідмана
Числами Фрідмана називають такі числа, які можна записати нетривіальним шляхом, використовуючи всі цифри, що входять у число, операції додавання, віднімання, множення, ділення, піднесення до степеня і сполучення цифр (сполученням цифр m і n є число mn, тобто число m × 10 + n), що входять у число.
Так числа 2,5 і 126 будуть числами Фрідмана, тому що 2,5 = 5 : 2, а 126 = 6 × 21. Число 25 - єдине двоцифрове число Фрідмана, трицифрових чисел більше - їх тринадцять: 121, 125, 126, 127, 128, 153, 216, 289, 343, 347, 625, 688, 736.